# Panaitios
Panaitios (řecky Παναίτιος), (asi 185 př. n. l. – asi 109 př. n. l., ) byl starověký řecký filosof, představitel středního stoicismu.
Panaitios pocházel z města Lindos na ostrově Rhodos. Vzdělání získal v Athénách, kde byl žákem Díogena ze Seleukeie. Kolem roku (160 př. n. l. odešel do Říma, kde svým působením významně přispěl ke zvýšení zájmu římských myslitelů o stoickou filosofii. Byl členem římského poselstva do Egypta roku 139 př. n. l. spolu s Publiem Corneliem Scipionem Aemilianem, Spuriem Mummiem a Luciem Metellem. V roce 129 př. n. l. odešel do Athén, kde převzal vedení stoické školy (mezi jeho žáky patřil především jeden z nejvšestrannějších mužů antického starověku, polyhistor a stoický filosof Poseidónios).
Panaitiova filosofie je eklektická. Panaitios v řadě myšlenek opustil ortodoxní stoicismus, zavedl některé doplňky v Platónově a Aristotelově duchu a svou etiku přizpůsoboval potřebám římské aristokracie. Jako jediný ze stoiků se stavěl kriticky k astrologii a k věštbám, kladl důraz na povinnost jedince ke státu a společnosti. Společně se svým žákem Poseidóniem definoval ideu lidství (řecky filanthrópiá, latinsky humanitas) obsahující požadavek, aby každý jednotlivec aktivně rozvíjel spravedlnost a lásku k lidem jako nepsané pravidlo lidského soužití. Jeho spis O povinnostech (Περί τοΰ καθήκοντος) ovlivnil názory i životní postoje mnohých římských politiků a spisovatelů, např. Cicerona.